# One Fine Spring Day
Pour plus de détails, voir Fiche technique et Distribution.
One Fine Spring Day (봄날은 간다, Bomnaleun ganda) est un film sud-coréen réalisé par Hur Jin-ho, sorti en 2001.

## Synopsis
Sang-woo, un ingénieur du son, rencontre Eun-su, une DJ, alors qu'il étudie les sons de la nature. Ils décident de s'associer et tombent peu à peu amoureux.

## Fiche technique
- Titre : One Fine Spring Day
- Titre original : 봄날은 간다 (Bomnaleun ganda)
- Réalisation : Hur Jin-ho
- Scénario : Hur Jin-ho
- Musique : Jo Sung-woo
- Photographie : Kim Hyung-koo
- Montage : Kim Hyeon
- Production : Kim Seon-a
- Société de production : Applause Pictures, Shōchiku et Sidus
- Pays :  Corée du Sud,  Japon et  Hong Kong
- Genre : Drame et romance
- Durée : 106 minutes
- Dates de sortie : 
  -  Corée du Sud : 29 septembre 2001

## Distribution
- Lee Yeong-ae : Eun-su
- Yu Ji-tae : Sang-woo
- Baek Sang-hui : la grand-mère
- Park In-hwan : le père
- Baek Jong-hak : l'invité
- Lee Mun-shik : le senior de la salle d'enregistrement

## Distinctions
Le film a reçu le Blue Dragon Film Award du meilleur film